# Cyril Pedrosa
Pour les articles homonymes, voir Pedrosa.
Cyril Pedrosa, né le 22 novembre 1972 à Poitiers, est un auteur de bande dessinée français.

## Biographie
Né le 22 novembre 1972 à Poitiers, avec des origines familiales portugaises évoquées dans Portugal, Cyril Pedrosa décide de devenir dessinateur dès l'adolescence. Il étudie le dessin animé à l'école des Gobelins, puis fait ses armes aux studios d'animation français de Disney, travaillant comme intervalliste puis assistant animateur. Il y travaille notamment sur Le Bossu de Notre-Dame et Hercule.

### Carrière
Intervalliste pour Disney à la fin des années 1990, Cyril Pedrosa  se lance dans la bande dessinée avec David Chauvel qui écrit pour lui des scénarios entre 1998 et 2006 : la série Ring Circus, qu'il dessine et met en couleurs, suivie des  Aventures spatio-temporelles de Shaolin Moussaka. Il participe au fanzine Le Goinfre puis il participe aussi avec Cassinelli et Holbé à un site de bandes dessinées gratuit (2004-2007).
En 2006, Cyril Pedrosa crée seul un one-shot, Les Cœurs solitaires et, un deuxième en 2007, Trois ombres. Il entame ainsi une carrière d'auteur complet qui le conduit, à travers des récits autofictionnels au graphisme « libéré » qui lui valent une reconnaissance critique rapide. Ont ainsi remporté des prix les albums Trois Ombres, album évoquant avec pudeur la mort d'un jeune enfant du point de vue des parents (2007), Autobio, série humoristique sur l'écologie  prépubliée dans Fluide glacial (2007-2009) puis en 2011 le roman graphique Portugal, bande dessinée saluée unanimement évoquant un auteur de bande dessinée en crise qui retrouve le sens de la vie en se rendant au Portugal, le pays d'où sa famille est originaire .
Son récit suivant, Les Équinoxes, une réflexion sur la solitude, entrelace au fil de quatre saisons la vie de quatre personnages dessinés dans quatre styles différents.
Il participe également en 2008 à l'album collectif Premières fois (éditions Delcourt), sous la direction de David Chauvel ,.
En 2013, il est, avec Hervé Tanquerelle, Gwen de Bonneval, Brüno et Fabien Vehlmann, l'un des cinq fondateurs de la revue de bande dessinée numérique Professeur Cyclope.
En 2018, il signe avec sa compagne Roxanne Moreil L'Âge d'or, première partie d’une fable politique et fantastique inspirée des chansons de gestes. Le dessin innove en faisant apparaître le personnage plusieurs fois au sein d'une même case, comme dans une tapisserie médiévale,. L'ouvrage remporte le Prix Landerneau et le prix BD Fnac-France Inter. Le second volume paraît en 2020,.
Il s'associe avec Loïc Sécheresse pour livrer en janvier 2021 Carnets de manifs. Portraits d'une France en marche, qui porte sur le mouvement des Gilets jaunes.
En juin 2022 est annoncée la préparation d'un long métrage d'animation dont Cyril Pedrosa sera l'auteur et le réalisateur. La production de La Longue Nuit est prévue pour 2024 et est accompagnée par le studio français Miyu Productions et le studio américain Modern Magic.

## Œuvres
Ring Circus
- 1 Les Pantres, Delcourt, Conquistador, 1998
Scénario : David Chauvel - Dessin et couleurs : Cyril Pedrosa - (ISBN 2-84055-211-6)
- 2 Les Innocents, Delcourt, Conquistador, 2000
Scénario : David Chauvel - Dessin et couleurs : Cyril Pedrosa - (ISBN 2-84055-413-5)
- 3 Les Amants, Delcourt, Conquistador, 2002
Scénario : David Chauvel - Dessin et couleurs : Cyril Pedrosa - (ISBN 2-84055-678-2)
- 4 Les Révoltés, Delcourt, Conquistador, 2004
Scénario : David Chauvel - Dessin et couleurs : Cyril Pedrosa - (ISBN 2-84789-010-6)

Les Aventures spatio-temporelles de Shaolin Moussaka
- 1 …À Holy Hole, Delcourt, Hors Collection, 2004
Scénario : David Chauvel - Dessin : Cyril Pedrosa - Couleurs : Christophe Araldi - (ISBN 2-84789-317-2)
- 2 Contre le grand Poukrass !!, Delcourt, Hors Collection, 2005
Scénario : David Chauvel - Dessin : Cyril Pedrosa - Couleurs : Christophe Araldi - (ISBN 2-84789-318-0)
- 3 À Mollywood !!, Delcourt, Hors Collection, 2006
Scénario : David Chauvel - Dessin : Cyril Pedrosa - Couleurs : Christophe Araldi - (ISBN 2-7560-0089-2)

Les Cœurs solitaires
- Les Cœurs solitaires[4], Dupuis, Expresso, 2006
Scénario et dessin : Cyril Pedrosa - Couleurs : Walter Pezzali - (ISBN 2-8001-3791-6)

Trois Ombres
- Trois ombres, Delcourt, Shampooing, 2007
Scénario et dessin : Cyril Pedrosa - (ISBN 978-2-7560-0470-9)

Paroles sans papiers
- Paroles sans papiers, Delcourt, Shampooing, 2007
Scénario : David Chauvel, Alfred et Michaël Le Galli - Dessin : Lorenzo Mattotti, Pierre Place, Kokor, Alfred, Olivier Jouvray, Jérôme Jouvray, Brüno, Frederik Peeters, Cyril Pedrosa et Gipi - Couleurs : Laurence Croix, Albertine Ralenti et Anne-Claire Jouvray - (ISBN 978-2-7560-0470-9)

Brigade fantôme
- 1 Ribambelle pour une poubelle, Dupuis, Punaise, 2007
Scénario : David Chauvel - Dessin : Cyril Pedrosa - Couleurs : Ruby - (ISBN 978-2-8001-3906-7)
- 2 Le Chevalier Bagär, Dupuis, Punaise, 2009
Scénario : David Chauvel - Dessin : Cyril Pedrosa - Couleurs : Ruby - (ISBN 978-2-8001-4127-5)

Premières fois
- Paroles sans papiers, Delcourt, Mirages, 2008
Scénario : Sibylline - Dessin : Capucine, Olivier Vatine, Cyril Pedrosa, Jérôme d'Aviau, Dave McKean, Dominique Bertail, Rica, Virginie Augustin, Vince et Alfred - (ISBN 978-2-7560-0470-9)

Autobio
- 1 Autobio, Audie, Fluide Glacial, 2008
Scénario et dessin : Cyril Pedrosa - Couleurs : Ruby - (ISBN 978-2-85815-855-3)
- 2 Autobio 2, Audie, Fluide Glacial, 2009
Scénario et dessin : Cyril Pedrosa - Couleurs : Ruby - (ISBN 978-2-85815-953-6)

Portugal
- Portugal, Dupuis, Aire libre, 2011
Scénario, dessin et couleurs : Cyril Pedrosa - (ISBN 978-2-8001-4813-7)

Les Équinoxes
- Les Équinoxes, Dupuis, Aire libre, 2015
Scénario, dessin et couleurs : Cyril Pedrosa - (ISBN 978-2-8001-6362-8)

Sérum
- Sérum, Delcourt, Hors Collection, 2017
Scénario : Cyril Pedrosa - Dessin et couleurs : Nicolas Gaignard - (ISBN 978-2-7560-6591-5)

L'Âge d'or
- L'Âge d'or, volume 1, Dupuis, Aire libre, 2018
Scénario : Roxanne Moreil, Cyril Pedrosa - Dessin : Cyril Pedrosa - Couleurs : Cyril Pedrosa, Claire Courrier, Joran Treguier - (ISBN 979-10-34730-35-3)
- L'Âge d'or, volume 2, Dupuis, Aire libre, 2020
Scénario : Roxanne Moreil, Cyril Pedrosa - Dessin : Cyril Pedrosa - Couleurs : Cyril Pedrosa,  Marie Millotte, Joran Treguier - (ISBN 979-10-34732-64-7)

Carnets de manifs. Portraits d'une France en marche
- Carnets de manifs. Portraits d'une France en marche, avec Loïc Sécheresse, Seuil / éditions du Sous-Sol, janvier 2021.  (ISBN 978-2364685246)

Journal d'une bataille
- Journal d'une bataille, Dupuis, 2024
Scénario et dessin : Cyril Pedrosa - (ISBN 2808504667)

L'Évasion
- L'Évasion : Dessins et plans de quatre fontaines inspirées des fontaines Wallace. En 2022 le service des ouvrages d’art de Nantes Métropole propose un projet autour du mobilier urbain patrimonial représenté par les fontaines Wallace[20].  Le Voyage à Nantes invite Cyril Pedrosa à imaginer une suite à la mythologie des quatre cariatides originelles (bonté, simplicité, charité, sobriété) du sculpteur nantais Charles-Auguste Lebourg. Il choisit de créer une histoire, intitulée « L'Évasion », en quatre chapitres[21] qui permettent aux cariatides de progressivement s'émanciper de leurs "vertus" d'origine[22] et d'échapper aux rôles qui leur étaient assignés[23]. Quatre fontaines sont modelées et fondues d'après ses dessins[23]. Elles sont installées, en centre-ville de Nantes, dans quatre typologies de lieux caractéristiques des fontaines Wallace[24].

## Prix et distinctions
- 2007 : Prix Ballon rouge à Quai des Bulles[25]

Prix Nouvelle République au festival Bd Boum pour Trois Ombres, Delcourt 
- 2008 : Prix des Essentiels d'Angoulême, pour Trois Ombres
- 2009 :
  - Prix Tournesol pour Autobio, (tome 1) [26]
  -  Prix du comic book de la National Cartoonists Society pour Trois Ombres
- 2011 : Prix de la BD du Point[27], pour Portugal (Dupuis).
  - Prix Sheriff d'or de la librairie Esprit BD pour Portugal
  -  Prix Bédélys Monde  pour Portugal
- 2012 : 
  - Prix des Libraires de Bande Dessinée pour Portugal[28]
  - Prix de la BD Fnac[N 1] pour Portugal[5],[29]
- 2018 :  Prix Landerneau, avec Roxanne Moreil, pour L'Âge d'or[30]
- 2019 : Prix de la BD Fnac France Inter, avec Roxanne Moreil, pour L'Âge d'or[31]